# 哈特蘭 (緬因州普查規定居民點)
哈特蘭（英語：Hartland）是位於美國緬因州薩默塞特縣的一個普查規定居民點。

## 人口
根據2020年美國人口普查的數據，哈特蘭的面積為5.89平方千米，當中陸地面積為5.76平方千米，而水域面積為0.13平方千米。當地共有人口756人，而人口密度為每平方千米128.35人。